# Roure (Alpi Marittime)
Roure (in italiano Rorà, ormai desueto) è un comune francese di 219 abitanti situato nel dipartimento delle Alpi Marittime nella regione della Provenza-Alpi-Costa Azzurra.

## Monumenti e luoghi d'interesse
- Chiesa di San Lorenzo

## Società

### Evoluzione demografica
Abitanti censiti